# نيكولاس راي
نيكولاس راي (بالإنجليزية: Nicholas Ray)‏ (و. 1911 – 1979 م) هو مخرج سينمائي، وكاتب سيناريو، وممثل من الولايات المتحدة الأمريكية . ولد في لاكروس .
توفي في مدينة نيويورك، عن عمر يناهز 68 عاماً. بسبب سرطان الرئة .

## روابط خارجية
- نيكولاس راي على موقع IMDb (الإنجليزية)
- نيكولاس راي على موقع الموسوعة البريطانية (الإنجليزية)
- نيكولاس راي على موقع روتن توميتوز (الإنجليزية)
- نيكولاس راي على موقع ألو سيني (الفرنسية)
- نيكولاس راي على موقع تيرنر كلاسيك موفيز (الإنجليزية)
- نيكولاس راي على موقع أول موفي (الإنجليزية)
- نيكولاس راي على موقع قاعدة بيانات برودواي على الإنترنت (الإنجليزية)
- نيكولاس راي على موقع قاعدة بيانات برودواي على الإنترنت (الإنجليزية)
- نيكولاس راي على موقع قاعدة بيانات الأفلام السويدية (السويدية)
- نيكولاس راي على موقع إن إن دي بي (الإنجليزية)